# Непалски лангур
Непалският лангур (Semnopithecus schistaceus) е вид бозайник от семейство Коткоподобни маймуни (Cercopithecidae).

## Разпространение
Видът е разпространен в Бутан, Индия, Китай, Непал и Пакистан.